# Tschatschamga
Die Tschatschamga (russisch Чачамга, fem.) ist ein etwa 181 km langer linker Nebenfluss des Ket in der Oblast Tomsk in Russland.

## Flusslauf
Der Flusslauf liegt im Südosten des Westsibirischen Tieflands. Die Tschatschamga entspringt 190 km nordnordöstlich von Tomsk auf einer Höhe von etwa 120 m. Der Fluss fließt anfangs nach Norden. Er durchquert dabei die Rajons Perwomaisk und Werchneketsk. Die Tschatschamga weist dabei zahlreiche enge Flussschlingen auf. Bei Flusskilometer 69 kreuzt eine Fernstraße den Flusslauf. Im Anschluss wendet sich die Tschatschamga allmählich nach Westen. Bei Flusskilometer 35 trifft der Inguset von Südwesten kommend auf die Tschatschamga. 4 Kilometer oberhalb der Mündung passiert der Fluss die am linken Flussufer gelegene Ortschaft Kliukwinka (Клюквинка). Dort kreuzt eine Nebenstraße den Flusslauf. Die Tschatschamga mündet schließlich auf einer Höhe von etwa 77 m in den Ket. Die Tschatschamga entwässert ein Areal von etwa 2720 km².